# Daughters
Ne doit pas être confondu avec Daughter.
Daughters est un groupe de rock américain, originaire de Providence, dans l'État de Rhode Island.

## Biographie
Le groupe est formé au cours de l'année 2001 à Providence. Après avoir sorti une démo éponyme, le groupe sort un premier album studio en 2003, Canada Songs, sous le label Robotic Empire. Le deuxième album studio du groupe est intitulé Hell Songs, et sort en 2006 sous le label Hydra Head Records, ils sont actuellement toujours avec ce label.
Le groupe réédite son EP éponyme sous le titre 2002 EP le 1er avril 2009. Le groupe annonce la sortie d'un troisième album studio vers l'année 2009, dont les enregistrements débutent en avril 2009. Ce troisième album intitulé Daughters est publié le 9 mars 2010 sur Hydra Head Records.
Le 13 septembre 2013, Daughters se reforme pour un concert en Rhode Island,. Après de nombreuses demandes, un second concert est programmé le 15 septembre. En été 2014, le groupe annonce un nouvel album, suivie par une vidéo du batteur Jon Syverson.
Le 13 juillet 2018, Daughters sort le single Satan in the Wait, tiré de leur album à venir. You Won't Get What You Want est annoncé un mois plus tard pour une sortie le 28 octobre. À sa sortie, l'album est acclamé par la critique et se retrouve dans plusieurs classements de fin d'année de magazines professionnels,,.

## Membres

### Membres actuels
- Alexis S.F. Marshall - chant (depuis 2001)
- Jon Syverson - batterie (depuis 2001)
- Nicholas Andrew Sadler - guitare (depuis 2001)
- Samuel Moorehouse Walker - basse (depuis 2004)

### Anciens membres
- Pat Masterson - basse (2001-2004)
- Jeremy Wabiszczewicz - guitare (2001-)
- Brent Frattini (2005-)
- Perri Peet (2005-)

## Discographie

### Albums studio
- 2003 : Canada Songs
- 2006 : Hell Songs
- 2010 : Daughters
- 2018 : You Won't Get What You Want